# Patna (Distrikt)
Der Distrikt Patna (Hindi पटना जिला, Urdu ضلع پٹنہ) ist ein Distrikt des indischen Bundesstaats Bihar. Verwaltungs- und Wirtschaftszentrum ist die Millionenstadt Patna.

## Geographie
Der Distrikt Patna befindet sich im geografischen Zentrum des Bundesstaats Bihar. Der Distrikt liegt in der Gangesebene in Höhen von 50 bis 100 m ü. d. M. Er grenzt im Westen an den Distrikt Bhojpur, im Norden an die Distrikte Saran, Vaishali, Samastipur und Begusarai und im Süden an die Distrikte Lakhisarai, Nalanda, Jehanabad und Arwal. Wichtigste Flüsse sind der Ganges, der die Nordgrenze des Distrikts bildet, und der Son, der seine Westgrenze darstellt. Wichtigste Städte sind Patna (1,7 Millionen), Danapur (250.000), Barh (75.000) und Masaurhi (70.000).
Im Jahr 2011 war der Distrikt in die Subdivisionen Patna Sadar, Patna City, Dinapur, Paliganj, Masaurhi und Barh eingeteilt.

## Geschichte

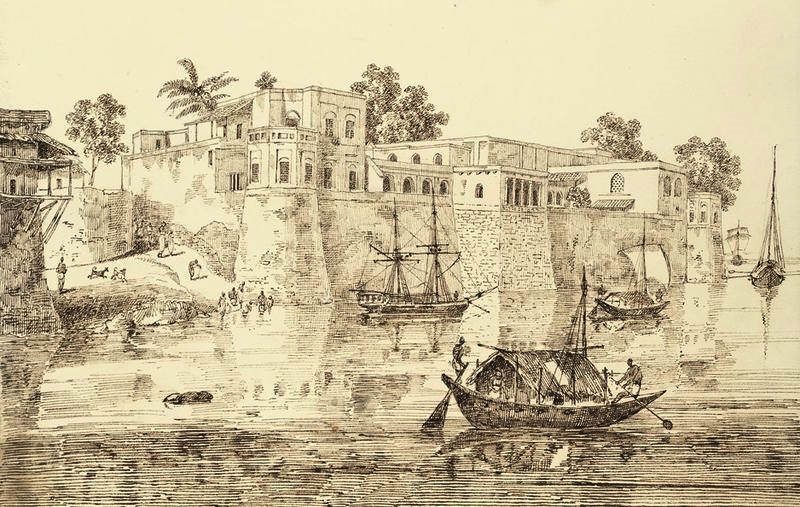
Französische Handelsniederlassung in Patna (Zeichnung von Charles D’Oyly, 1824)

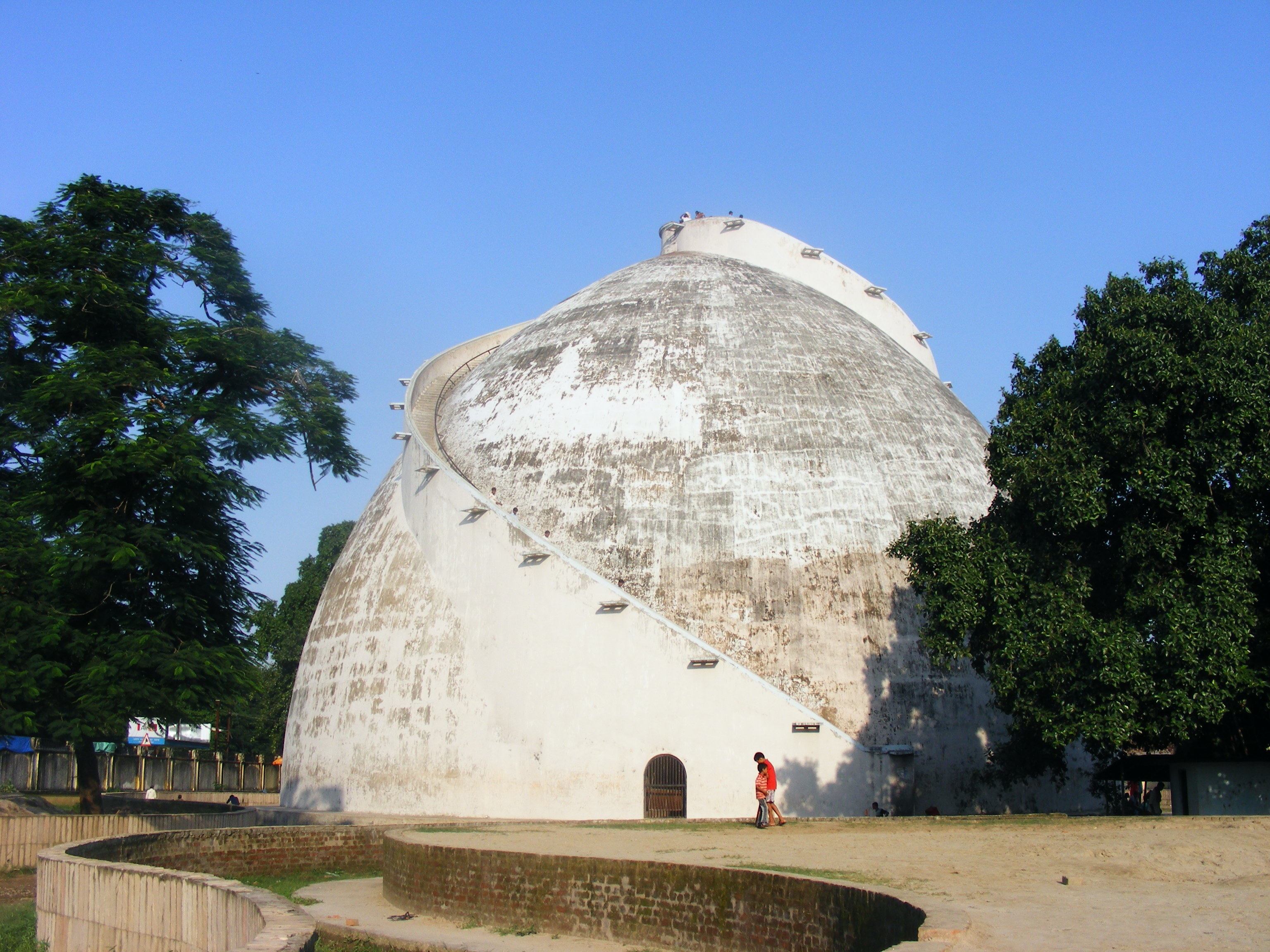
Kornspeicher (Golghar) in Patna

Patna hat eine lange Geschichte: Im 5. Jahrhundert v. Chr. verlagerte Ajatasattu die Hauptstadt des Königreichs  Magadha von Rajgir nach Pataliputra (heute ein Vorort von Patna); in dieser Zeit besuchten der Überlieferung zufolge auch Buddha und Mahavira, der Begründer des Jainismus, die Stadt bzw. die Region. Um 400 v. Chr. verbrachte der chinesische Mönch und Pilger Fa Hsien mehrere Monate in Pataliputra. Um 300 v. Chr. weilte der in Kleinasien geborene Grieche Megasthenes mehrmals am Hofe Chandragupta Mauryas und beschrieb Pataliputra als größte ihm bekannte Stadt. Im 2. und 1. Jahrhundert v. Chr. beherrschte die Shunga-Dynastie von Pataliputra und von Vidisha aus weite Teile Nordindiens. Auch unter den Gupta-Herrschern (ca. 320–550) und den Pala-Königen (ca. 750–1150) blieb Pataliputra Reichshauptstadt. Um das Jahr 1200 eroberte Muhammad bin Bakhtiyar Khilji weite Teile Nordindiens, die dann an das Sultanat von Delhi fielen, das seinerseits 1528 von den Moguln erobert wurde. Bereits im Jahr 1620 hatte die Britische Ostindien-Kompanie in Patna eine Handelsstation eingerichtet; Exportgüter wie Reis und Salpeter wurden über den Ganges nach Calcutta verschifft und dort auf größere Schiffe umgeladen. Im Jahr 1632 bezeichnete der englische Kaufmann Peter Mundy Patna als den „größten Handelsplatz des Landes“ und der französische Reisende Jean-Baptiste Tavernier beschrieb im 18. Jahrhundert Patna als „große Stadt in Bengalen, bekannt für ihren Handel“. Nach dem Niedergang des Mogulreichs wurde die Stadt und die ganze Region im Jahr 1793 von der Britischen Ostindien-Kompanie endgültig annektiert. Im Jahr 1865 wurde der Distrikt Patna aus Teilen der bisherigen Distrikte Behar (Vihar) und Tirhut neu gebildet. Abgesehen von kleineren Grenzänderungen in den Jahren 1881 und 1931 blieben die Distriktgrenzen auch nach der Unabhängigkeit Indiens 1947 weitgehend unverändert, bis am 9. November 1972 aus der Subdivision Biharsharif der Distrikt Nalanda neu gebildet wurde.

## Bevölkerung
Mit 5.838.465 Einwohnern war der Distrikt im Jahr 2011 der bevölkerungsstärkste Distrikt im Bundesstaat Bihar.
Die folgende Tabelle zeigt die Entwicklung der Bevölkerung seit dem Zensus 1981.
| Jahr        | 1981      | 1991      | 2001      | 2011      |
| Einwohner   | 3.019.201 | 3.618.211 | 4.718.592 | 5.838.465 |
| Veränderung | +34,13 %  | +19,84 %  | +30,41 %  | +23,73 %  |

Hindus dominieren in den Dörfern auf dem Lande (ca. 91,5 %); in den Städten gibt es auch eine nicht unerhebliche Zahl von Muslimen (ca. 7,5 % der Gesamtbevölkerung). In der Dekade zwischen 2001 und 2011 wuchs die Bevölkerung um etwa 20 % auf knapp 6 Millionen an, wobei der männliche Bevölkerungsanteil den weiblichen um etwa 12 % übersteigt. Ungefähr 57 % der Bevölkerung lebt in den Dörfern auf dem Lande; ein Drittel der Menschen (überwiegend Frauen) gelten als Analphabeten. Die vorherrschende Sprache ist Hindi, aber auch Regionalsprachen wie das Bhojpuri sind in Gebrauch.

## Wirtschaft
Traditionell spielt die Landwirtschaft die dominierende Rolle im Wirtschaftsleben des Distrikts; Hauptanbauprodukte sind Reis, Linsen, Weizen und Raps. In den Städten haben sich Handwerk, Handel sowie kleinere Industrie- und Dienstleistungsunternehmen angesiedelt. Im Jahr 2011–12 wies der Distrikt mit 63.063 ₹ das bei weitem höchste Pro-Kopf-BIP von allen 38 Distrikten Bihars auf (Durchschnitt des Bundesstaats: 14.574 ₹).

## Sehenswürdigkeiten
Die Hauptsehenswürdigkeiten des Distrikts sind die Stadt Patna mit ihren Vororten Pataliputra und Kumrhar. In der Kleinstadt Maner steht ein mogulzeitliches Mausoleum.